# Gentiana rhodantha
Gentiana rhodantha là một loài thực vật có hoa trong họ Long đởm. Loài này được Franch. ex Hemsl. mô tả khoa học đầu tiên năm 1890.